# Galva, Illinois
Galva är en stad i Henry County i staten Illinois i USA. Den har 2 758 invånare (2000). 
Namnet är en förvrängning av Gävle. Galva grundades 1854 som järnvägsstation för kolonin i Bishop Hill, ungefär 10 kilometer från denna, och blev snart kolonins affärscentrum.
Bosättare från Galva har grundat Galva i Iowa och Galva i Kansas.

## Fotnoter
1. ↑  ”2010 Census Gazetteer Files”. US Census Bureau. Arkiverad från originalet den 14 juli 2012. https://www.webcitation.org/699nOulzi?url=http://www.census.gov/geo/www/gazetteer/files/Gaz_places_national.txt. Läst 14 juli 2012.
2. ↑  ”Annual Estimates of the Resident Population for Incorporated Places: April 1, 2010 to July 1, 2011”. Arkiverad från originalet den 1 augusti 2012. https://www.webcitation.org/69axJf1Co?url=http://www.census.gov/popest/data/cities/totals/2011/tables/SUB-EST2011-03-17.csv. Läst 1 augusti 2012.
3. ↑  ”2010 ZIP Code Tabulation Area (ZCTA) Relationship Files”. U.S. Census Bureau. 13 mars 2010. Arkiverad från originalet den 25 augusti 2012. https://www.webcitation.org/6ABdwXxbq?url=http://www.census.gov/geo/www/2010census/zcta_rel/zcta_place_rel_10.txt. Läst 25 augusti 2012.
4. ↑  ”Arkiverade kopian”. Arkiverad från originalet den 27 april 2014. https://web.archive.org/web/20140427030733/http://www.gavle.se/Kommun--politik/Internationellt-arbete/Vanorter-partnerskap-och-natverk/Galva---Illinois-USA/. Läst 1 januari 2013.
5. ↑  Bishop Hill för och nu, en sammanfattning, Carolyn Anderson Wilson i Vår hembygd, skriftserie utgiven av Hembygdens förlag, Östervåla, Häfte 4
6. ↑  Galva, Ida County. Tom Savage: A Dictionary of Iowa Place Names, s. 92. ISBN 978-1587295317
7. ↑  Profile for Galva, Kansas Arkiverad 15 maj 2019 hämtat från the Wayback Machine.. ePodunk. Läst 9 november 2019.